# Coryphantha werdermannii
Coryphanta werdermannii, conocida comúnmente como biznaga partida amacollada, es una especie de planta suculenta perteneciente al género Coryphantha, dentro de la familia Cactaceae. Es endémica del noreste de México (concretamente de los estados mexicanos de Coahuila, Chihuahua y Durango).

## Descripción
Coryphantha werdermannii es una especie de cactus enano que suele crecer de forma solitaria. Los tallos van de globosos aplanados a ovoides y tienen la epidermis de color verde grisácea pálida. Miden de 0,7 a 3 cm de alto y aproximadamente de 0,6 a 0,8 cm de ancho. Presentan el ápice lanoso y sus raíces son fibrosas muy finas que se extienden solo unos milímetros por debajo de la superficie del suelo, probablemente para la absorción de rocío, ya que crecen en regiones pobres en precipitaciones.

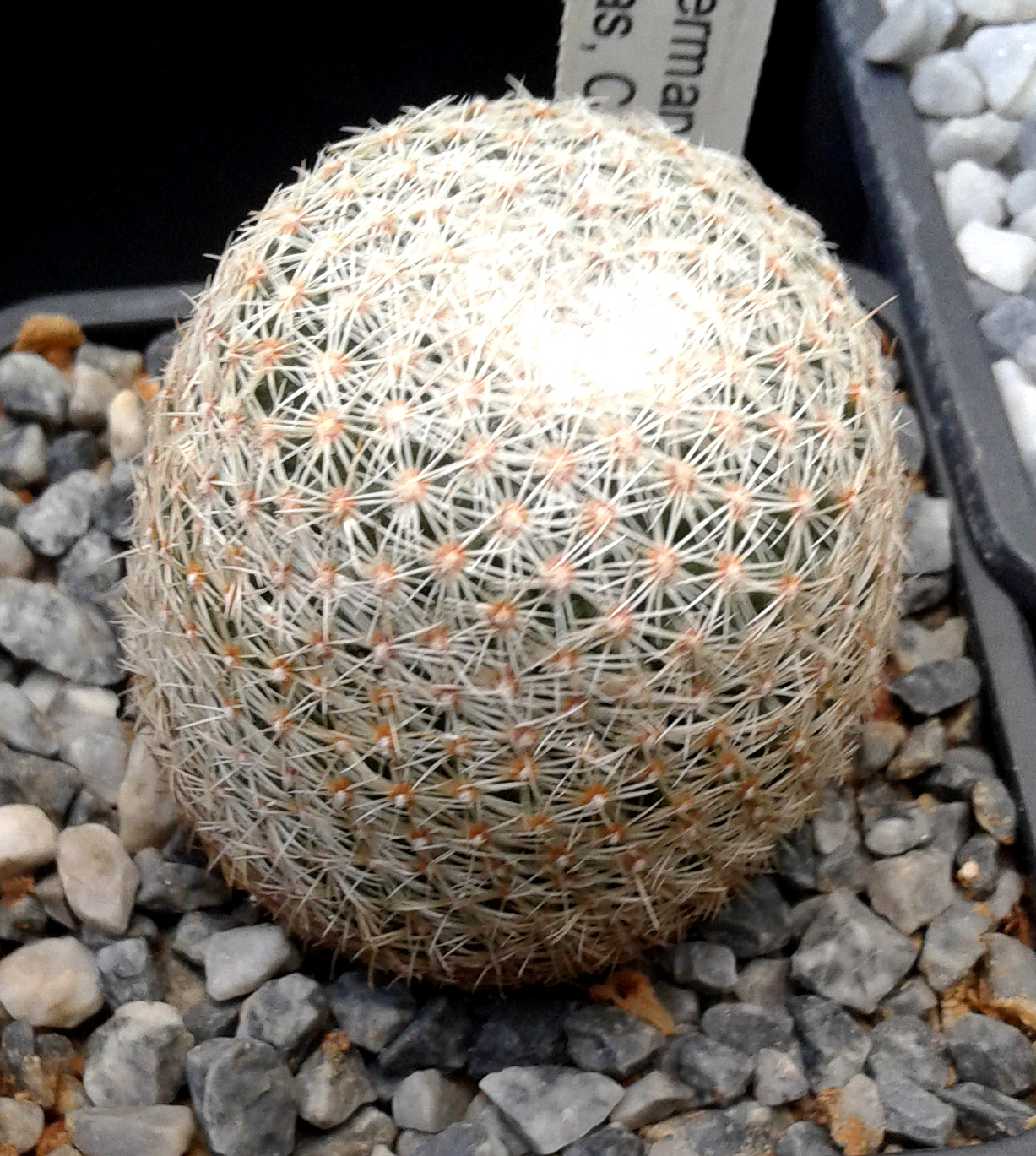
Detalle del ápice

Los tallos están cubiertos de tubérculos cónicos a cilíndricos, ascendentes y de consistencia firma. Están surcados y miden hasta 1,5 cm de largo. Sus axilas son lanudas y no contienen glándulas de néctar.
En la punta de los tubérculos se asientan areolas elípticas cubiertas de lana blanca. Tienen de 2 a 4 espinas centrales rígidas, puntiagudas y fuertemente proyectadas (salientes). Son de color blanquecino, marrón claro, canela o negras, miden de 1,3 a 2,4 cm de largo y una de ellas aparece fuertemente curvada (aunque a veces puede ser recta). También tienen de 15 a 30 espinas radiales dispuestas en forma de peine, de 0,6 a 1.9 cm de largo y de color blanco grisáceo a canela.
Las flores son bastante grandes, apicales, miden 5 cm de largo y de 5 a 7 cm de diámetro. A menudo, aunque son de color amarillo pálido brillante al principio, con el tiempo se vuelven rosas con la garganta roja. Los frutos son de color verde y miden hasta 1 cm de largo. Las semillas son reniformes y de color castaño rojizo claro. Tienen la testa reticulada y brillosa.

## Distribución y hábitat
El área de distribución nativa de esta especie es noreste de México (concretamente de los estados mexicanos de Coahuila, Chihuahua y Durango) y crece principalmente en biomas desérticos o de matorral seco.
Habita sobre depósitos aluviales calcáreos y en colinas bajas de piedra caliza, entre los 700 y 1000 metros sobre el nivel del mar. Además, en la misma zona es posible encontrar otras especies de suculentas como Echinocereus stramineus, Epithelantha micromeris o Cephalocereus macrocephalus.

## Taxonomía
Coryphantha werdermannii fue descrita por el botánico alemán Friedrich Boedeker y publicada por primera vez en la revista científica Monatsschrift der Deutschen Kakteen-Gesellschaft 1: 155 en el año 1929.
Etimología
- Coryphantha: nombre genérico que deriva del griego coryphe (que significa 'cima' o 'cabeza'), y anthos (que significa 'flor'), haciendo referencia a que las flores aparecen en el ápice de los tallos.
- werdermannii: epíteto específico otorgado en honor al Dr. Erich Werdermann (1892–1959), botánico alemán especialista en cactus y director del Botanischer Garten und Museum Berlín y de la Deutschen Kakteen-Gesellschaft.[7][8]

## Estado de conservación
En la Lista Roja de Especies Amenazadas de la UICN, la especie está clasificada como de “Preocupación Menor (LC)”.
No se conocen amenazas importantes para la conservación de esta especie, aunque algunas poblaciones se ven afectadas por el pisoteo del ganado (cabras).

## Usos
Se cultiva principalmente como planta ornamental y su propagación se realiza a través de semillas.
Es de crecimiento lento y se desarrolla de pleno sol a semisombra, pero tolera bien la sombra ligera durante los meses calurosos de verano. Es sensible al exceso de riego (propenso a la pudrición), por lo que hay que cultivarlo en un sustrato con buen drenaje. Además, tolera temperaturas relativamente bajas siempre que se mantenga seco (resiste hasta -5 °C por periodos cortos).